# Стефан Неманя
Сте́фан І Нема́ня (1113, Рибница — 13 февраля 1199, монастырь Хиландар) — сербский великий жупан Рашки, основатель династии Неманичей.
Неманя сверг своего старшего брата Тихомира и сумел добиться независимости Рашки от Византийской империи. Несмотря на то, что впоследствии он был вынужден признать сюзеренитет византийских императоров, Немане удалось укрепить положение страны на Балканах, а также присоединить к ней такие населённые сербами области как Косово, Дукля, Травуния, Захумье, земли вокруг реки Неретвы. Он проводил также централизаторскую политику внутри Рашки и преследовал богомилов.
Правление Немани стало периодом развития сербской культуры. Его правление ознаменовалось строительством монументальных задужбин, а в архитектуре начался расцвет рашского стиля, ярчайшим примером которого стал основанный в 1171 году Неманей монастырь Джурджеви-Ступови. При участии Немани было построено и обновлено множество церквей и монастырей, среди которых монастыри Студеница и Хиландар.
В 1196 году передал власть своему среднему сыну Стефану и постригся в монахи под именем Симеон. Скончался в 1199 году в монастыре Хиландар, его мощи были перенесены в монастырь Студеница, где покоятся и поныне.
Канонизирован Сербской православной церковью как преподобный Симеон Мироточивый.

## Биография

### Молодость и переселение в Рашку
Стефан Неманя родился в 1113 или в 1114 году в Рибнице в семье жупана Завиды, бежавшего туда из Рашки после гражданской войны. Неманя был четвертым сыном, его старшими братьями были Тихомир, Страцимир и Мирослав. Сам Завида был православным, но так как в Дукле в то время практически не было православного духовенства, Неманю крестил католический священник. О его детстве и юности ничего не известно. Историк Желько Файфрич предположил, что Неманя часто посещал приморский город Котор и знакомился с тем, как город решает вопросы самоуправления и ведет торговлю. Также много времени он посвящал соколиной охоте.
В 1140-х годах Завиду предположительно позвал обратно в Рашку великий жупан Урош II, который стремился добиться независимости от Византии. В 1149 году, рассчитывая на помощь Венгрии, он начал вторжение в византийские пределы, но вскоре был разбит. Византийская армия заняла ряд сербских городов, в том числе столицу Рашки город Рас. Спустя некоторое время сербы смогли отбить часть земель, к ним на подмогу подошло венгерское войско. В 1150 году византийцы нанесли поражение объединенной сербско-венгерской армии в битве на Таре. В результате Рашка в очередной раз признала зависимость от Византии. Великий жупан обязывался в случае необходимости по требованию императора предоставлять Византии 500 воинов для боевых действий в Малой Азии и 2000 воинов — для войны в Европе. О том, какую роль в этих событиях сыграли Завида и его сыновья доподлинно неизвестно.

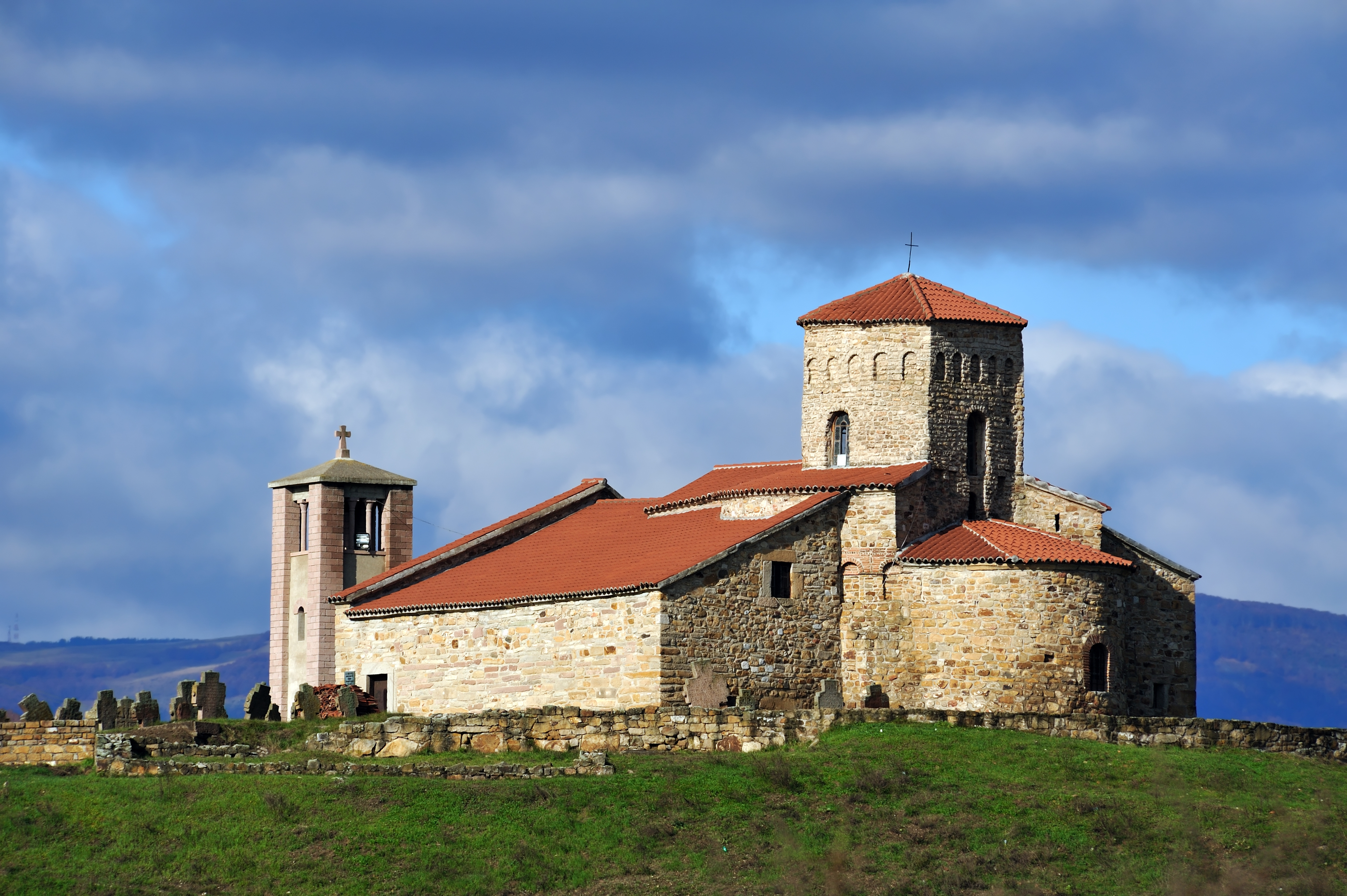
Петрова церковь в Расе

Спустя некоторое время после возвращения в Рашку Неманя был крещен в Петровой церкви в Расе по православному обряду. Этот храм, будучи тогда единственной епископской церковью в стране, произвел на него сильное впечатление и, в том числе поэтому, впоследствии стал одним из главных религиозных центров Рашки. По мнению Желько Файфрича, крещением в православной церкви Неманя преследовал и политические цели, так как не мог добиться в Рашке высокого положения, будучи католиком. В это время Рашка представляла собой небольшую страну, занятую обширными лесными массивами и горами, между которыми располагались долины. Несмотря на то, что Рас формально был ее столицей, великий жупан со свитой был вынужден постоянно менять резиденцию, оставаясь в городе или крепости на столько, сколько позволяли запасы провизии. Приграничные области именовались Краинами и имели особую организацию. Население занималось, в основном, скотоводством, земледелие было менее развито.
В 1150-х годах Неманя от отца получил в управление земли около Топлицы, Ибара и Расины, которые тогда находились на восточной границе страны. Несколько ранее он женился на Анне. В начале 1160-х годов Неманя и его братья занимали уже видное положение в Рашке, в 1162 году Неманю пригласил для беседы византийский император Мануил I Комнин, где оказал ему торжественный прием, а также дал ему ранее принадлежавшие Византии земли близ Лесковаца. Причины такого шага императора неизвестны. Возможно, Неманя и его братья поддерживали византийских ставленников на престол великого жупана и таким жестом он наградил Неманю за верность. Однако это сильно настроило против Немани его старших братьев. Формальным обвинением с их стороны стало то, что Неманя возводит церкви, не спросив их мнения.

### Правление в Рашке

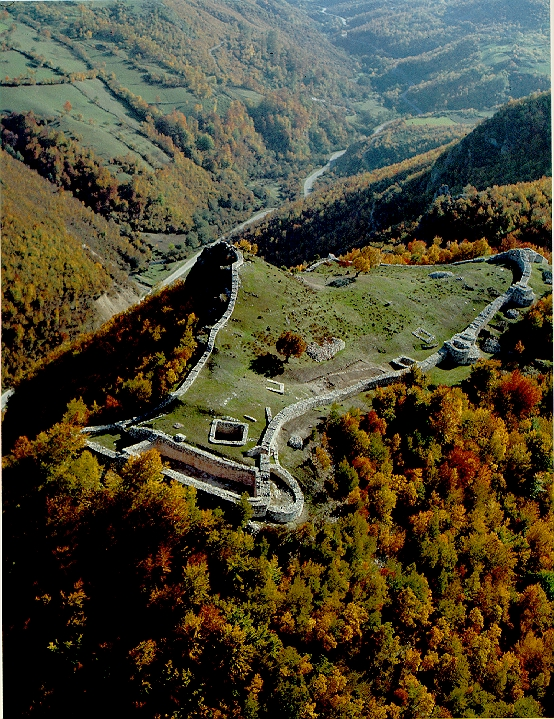
Руины Раса — столицы Рашки

Так как в 1150—1160-х годах в семье великого жупана шла борьба за власть, это позволило Константинополю вмешиваться во внутренние дела Рашки. Византия сама назначала великих жупанов и смещала их, если они начинали вести слишком независимую политику или выступали против господства империи. Однако всё это только отложило очередную попытку сербов добиться независимости. В конце 1160-х годов новый великий жупан Деса Вуканович попытался стать независимым от империи, однако был взят в плен. Его обвинили в переговорах с немцами и отношении к венгерскому королю как к своему господину. Вместо него Константинополь назначил жупаном брата Немани Тихомира. Сам Неманя в этот период был лоялен Византии. Он ещё больше убедил императора в своей верности, когда помог византийской армии в войне против венгров.
По мнению Желько Файфрича, Мануил Комнин именно Тихомира поставил великим жупаном Рашки потому, что тот был старшим среди братьев и, кроме того, послал войско в помощь византийцам, воюющим с венграми. Этим воспользовался Неманя, подогревавший недовольство среди сербской знати, настроенной против Константинополя. На саборе сербской властелы Неманя и его сторонники, прибывшие по приглашению Тихомира и других братьев, были схвачены и заключены в темницу. Вскоре Неманя сумел выбраться из заточения и стал собирать сторонников. Опасаясь мести, Тихомир с братьями бежал в Византию.
Император Мануил принял беглецов и внял их мольбам о помощи. В Рашку Тихомир направился во главе крупного войска, укомплектованного наёмниками. Стремясь не допустить вторжения противника на свои земли, Неманя с войском вышел навстречу Тихомиру, армии встретились у Пантина близ Звечана. В кровопролитном сражении Тихомир был разбит. Его войско понесло большие потери, кроме погибших в бою, многие, в том числе и он сам, утонули в реке Ситнице во время бегства, многие попали в плен. На обратном пути в разбитой армии произошли стычки между воевавшими за Тихомира сербами. Многие из них, в том числе его братья Страцимир и Мирослав, не желая возвращаться ко двору императора, отправились к Немане, прося у него прощения. После этой битвы у Немани не было соперников внутри страны.

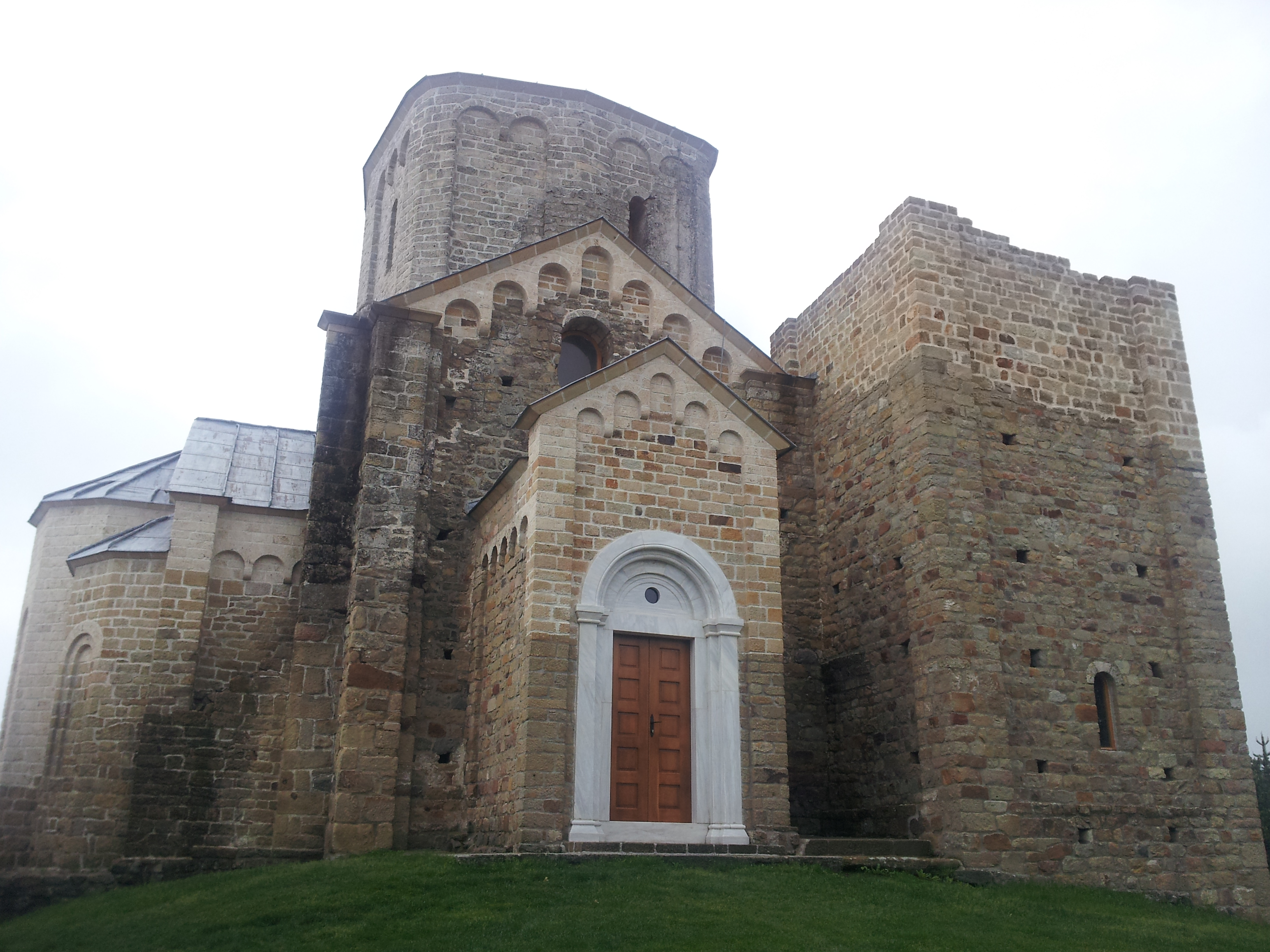
Монастырь Джурджеви-Ступови

Укрепившись на троне, Неманя решил объединить все сербские земли. В первую очередь, его взор был обращён на Дуклю и другие приморские области. Между тем, в вопросе Дукли он проявлял осторожность, так как в ней большое влияние имела католическая церковь, а по мнению Немани, центром нового сербского государства должна была быть Рашка, где подавляющее большинство населения было православным. Кроме того, Неманя стремился овладеть и теми населёнными сербами областями, контроль над которыми сохраняла Византия. В 1171 году начался конфликт Византии и Венеции, в который на стороне последней оказались втянуты также Венгрия и Священная Римская империя. Венецианцы сумели привлечь на свою сторону и Неманю. Сербы согласовали свои планы с венецианской армией и разделили войско на две части. Первая атаковала византийцев вдоль «Моравского пути». Вторая во главе с самим Неманей вторглась в приморские земли, заняв часть принадлежавших Византии городов. Однако успехи сербской армии на побережье Адриатики, несмотря на поддержку живших здесь сербов, оказались скромными. Армия не была подготовлена к длительной войне и не имела опыта осад хорошо укреплённых городов.

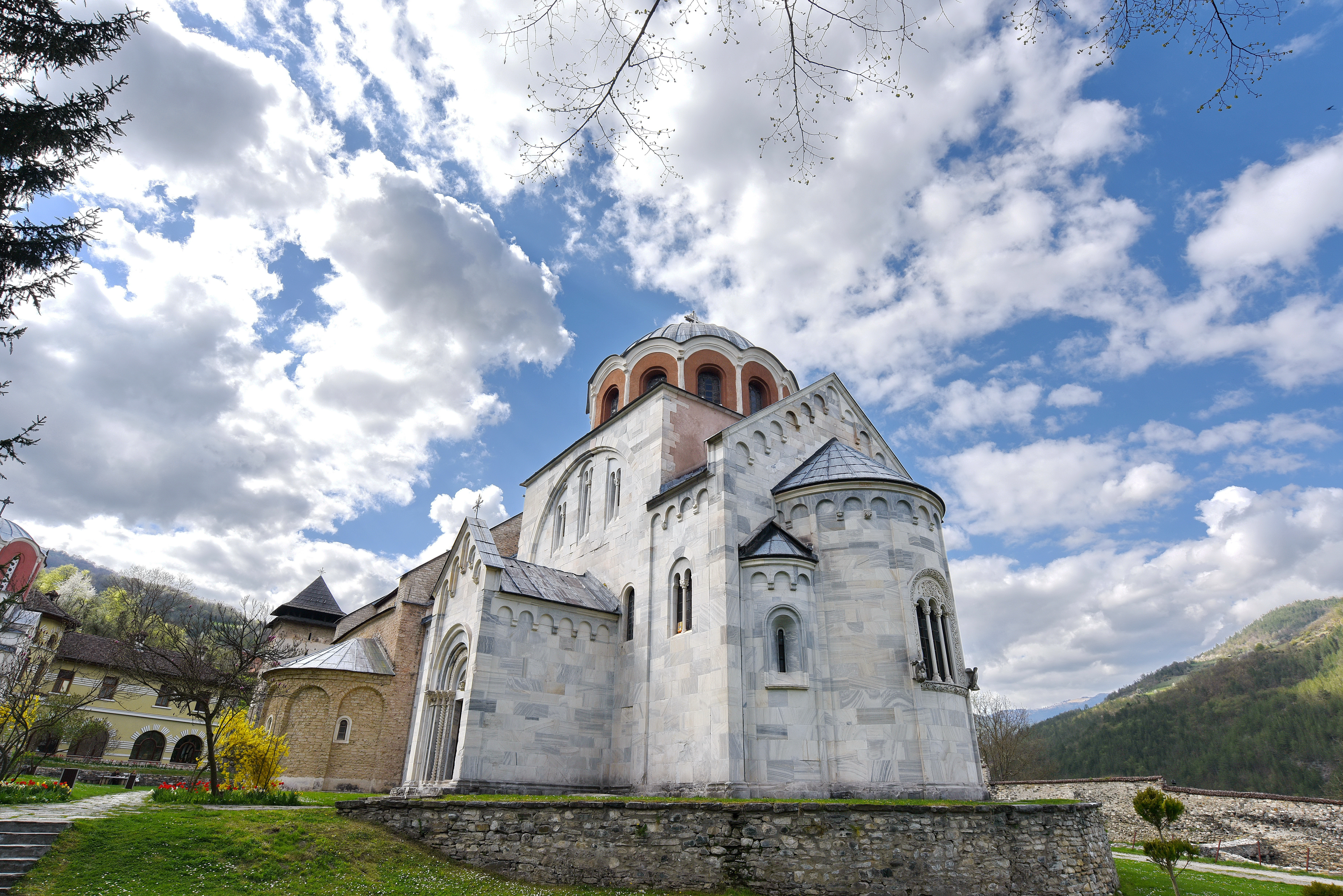
Монастырь Студеница

Вскоре умер король Венгрии, новый правитель Бела III был ставленником Византии. Венеция также выбыла из войны, её войско сильно пострадало от мора. Император Мануил решил действовать быстро и закончить войну разгромом сербов. С небольшим отрядом он вторгся в Рашку, воспользовавшись тем, что её основные силы продолжали оставаться в приморских землях. Неманя не принял сражения и укрылся в горах. Спустя небольшое время он решил сдаться на милость византийцев и прибыл босой в их лагерь, где вручил свой меч императору Мануилу. Таким образом, война была окончена, Византия доказала, что по-прежнему является мощной силой на Балканах. Вернувшись в Константинополь император устроил триумф, за его колесницей шел пеший Неманя. Затем он вновь присягнул Византии на верность и вернулся в Рашку, сохранив титул великого жупана.

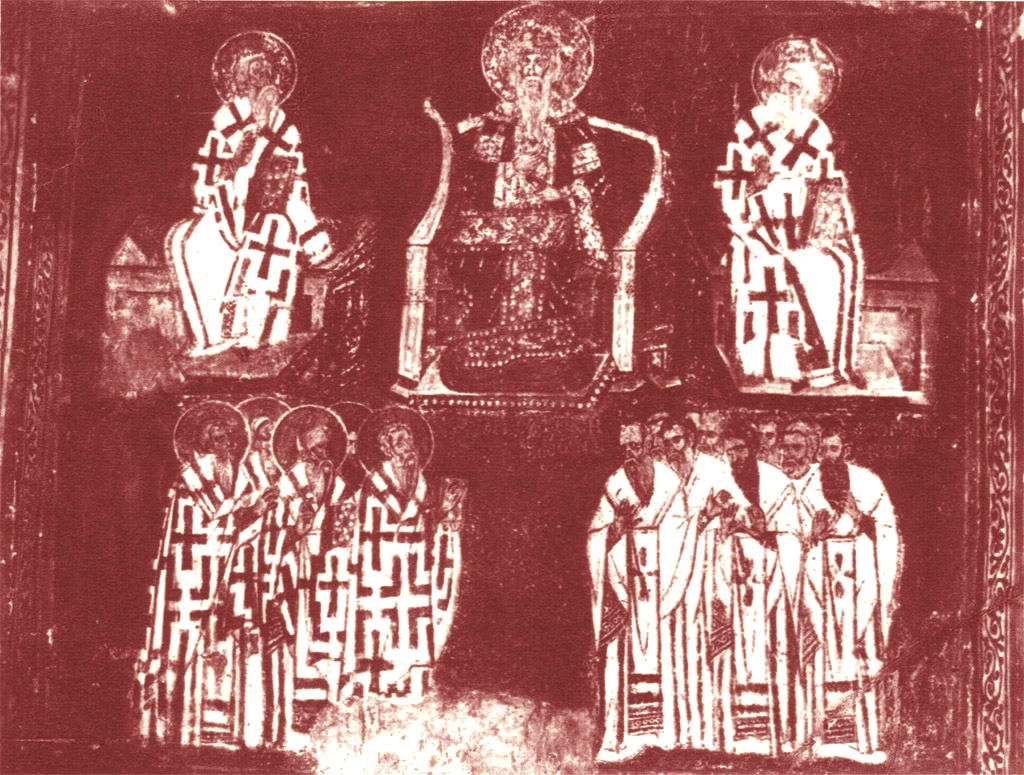
Собор, осудивший богомилов. Фреска из церкви Святого Ахиллия (Ариле)

Неманя сделал выводы из этого поражения и, вернувшись в Рашку, продолжил укреплять страну. Он заставил полностью подчиниться своих братьев Страцимира и Мирослава, которые правили землями около Западной Моравы и Захумьем соответственно. Кроме того, Неманя начал борьбу с богомильством, получившем развитие ещё в предшествующем столетии в Болгарии и Македонии и имевшем там ярко выраженную антифеодальную направленность. Со временем богомильство в Рашке приняло широкий размах. Оно нашло сторонников и среди феодального класса — властелы, отдельные представители которой оказывали отпор централизаторской политике великого жупана. В 1186 году Неманя созвал сабор близ церкви Святых Апостолов Петра и Павла в Стари-Расе, на котором было постановлено искоренить «мерзкую и проклятую ересь». Неманя с войском выступил против еретиков. Его сын, Стефан Первовенчанный, так описывал этот поход:
и одних сжёг, других наказал различными наказаниями, иных прогнал из своего государства, а их дома и все имущество, собрав, роздал прокаженным и нищим... и повсюду искоренил эту проклятую веру, чтобы больше не существовала она в его государстве

Сербия во время правления Немани

В 1180 году умер император Византии Мануил. В империи начался хаос, многие её вассалы начали вести независимую или враждебную по отношении к ней политику. Среди таких была и король Венгрии Бела III, получивший трон благодаря помощи Мануила. Венгерское войско вторглось в пределы империи и захватило ранее подконтрольные ей часть Хорватии, Далмацию и Срем. Венгры попытались овладеть также Белградом и Браничевом, но были отбиты. Во время их нового похода к ним присоединилось и сербское войско. Объединённая армия быстро заняла долину Моравы, а затем дошла до района современной Софии. После этого венгры прекратили поход, довольные успехами, а сербы продолжили опустошать византийские пределы. По данным биографов Немани, он захватил такие города, как Ниш, Равно, Призрен и другие. Присоединив их к Рашке, он повел войско в Дуклю и другие приморские области, которые вскоре захватил. Точно неизвестно, когда именно был установлен контроль над ними, но в 1186 году они уже были в составе Рашки. Правитель Дукли Михаил был свергнут, многие представители местной властелы бежали в Дубровник. Множество греков были убиты, уцелевшие бежали в незатронутые войной пределы Византии. В 1185 и 1186 годах сербское войско осаждало Дубровник, но оба раза было вынуждено отступить. 27 сентября 1186 года был заключён договор о мире, предоставлявший купцам-дубровчанам свободу торговли в Рашке, подданные которой, в свою очередь, получали право свободного передвижения по Дубровнику. Спустя несколько лет право свободной торговли в сербских землях получили купцы из Сплита.

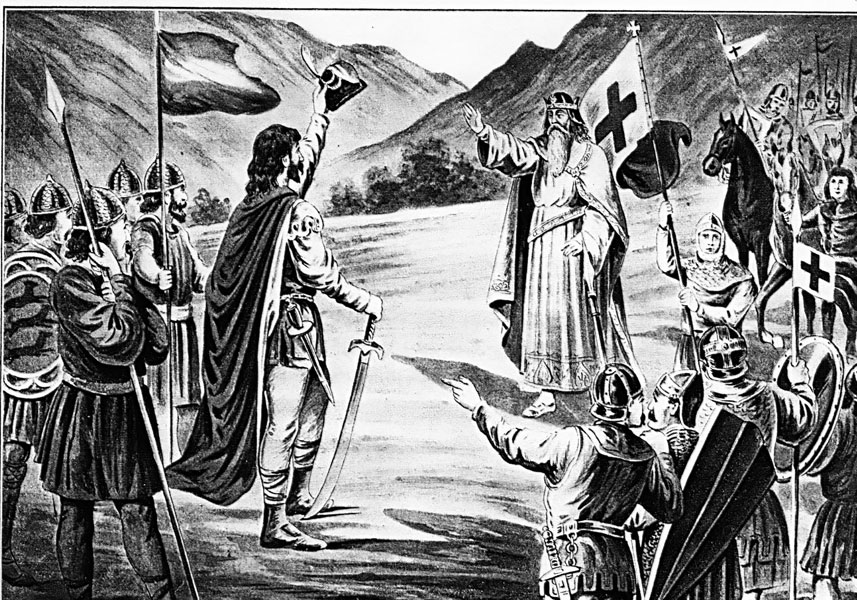
Встреча Немани с Фридрихом Барбароссой во время Третьего крестового похода. Литография Косты Мандровича

В 1188 году, когда в Сербии стало известно о подготовке к крестовому походу, Стефан Неманя отправил посольство в Нюрнберг к германскому императору Фридриху Барбароссе, войско которого должно было пройти через Балканский полуостров. Когда крестоносцы проходили через Сербию, Неманя и его братья с богатыми подарками встретили германского императора в Нише и предложили ему вступить в союз против Византии. Несмотря на то, что заключить этот союз сербам так и не удалось, так как Фридрих Барбаросса отказался от предложения Немани, они вторглись в пределы Византии и захватили ряд областей на территории юго-востока современной Сербии и на западе Болгарии. После ухода крестоносцев Византии удалось отвоевать ряд занятых сербами территорий, а в 1190 году войска Стефана Немани были разбиты в битве на реке Мораве. Однако заключённый мир оставил за Рашкой ряд бывших византийских владений. И если раньше они имели смешанное население из сербов и греков, то к моменту битве на Мораве греческое население практически полностью оставило их, страдая во время прежних вторжений Немани. Одним из условий мира был брак между сыном Немани Стефаном и дочерью византийского императора Алексея III Ангела Евдокией, заключённый приблизительно в 1191 году.
В начале 1190-х годов Рашка благодаря дипломатическим и военным успехам Стефана Немани занимала обширную территорию. Её северной границей были земли между реками Моравой и Западной Моравой. На востоке граница проходила около города Вране. На юге Рашка простиралась на области Косово, Хвосно (совр. Метохия), земли к северу от Шкодера. На западе владения Стефана Немани включали в себя Дуклю, Травунию и Захумье. Таким образом, по оценкам Желько Файфрича, Рашка стала мощным государством.

### Отречение от престола и уход в монастырь

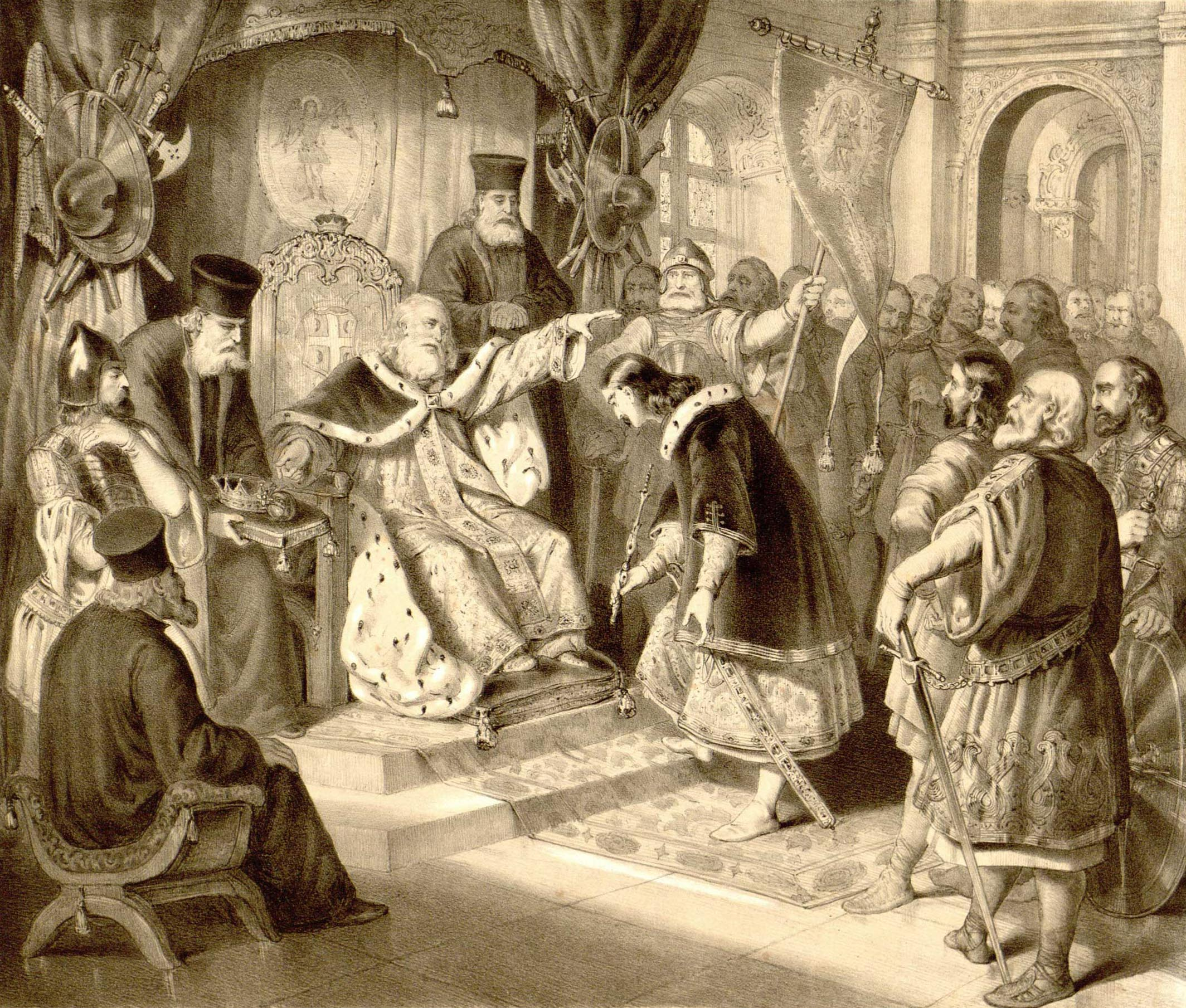
Неманя передает власть сыну Стефану. Литография Анастаса Йовановича

Монастырь Хиландар

В 1196 году Неманя созвал собор в Расе, где объявил о желании передать трон своему сыну Стефану. Причины, почему Неманя выбрал своего среднего сына Стефана, а не старшего Вукана, точно неизвестны. Возможно, определенную роль сыграло то, что Вукан был католиком. Также выдвигается предположение, что главной причиной был брак Стефана с Евдокией и, таким образом, тесная связь с византийским императором. Младший сын Немани Растко к тому времени уже постригся в монахи под именем Савва в русском монастыре на Афоне. Вукан остался правителем Дукли, Топлицы, Хвосна и Требиня и провозгласил себя королем.
После передачи власти сыну Неманя постригся в монахи под именем Симеон и год провел в монастыре Студеница. Вместе со своим сыном Саввой он построил монастырь Хиландар на Афоне, где и провел последние годы своей жизни. 13 февраля 1199 года он скончался. После смерти был причислен к лику святых. Его подвиги и заслуги как основателя Сербского государства были прославлены Сербской православной церковью, что укрепило авторитет правящей в Сербии династии Неманичей.
Сербский историк Желько Файфрич писал, что до начала правления Немани в Европе никто не воспринимал Рашку всерьез. Для современников это была дикая горная страна, которую если кто и посещал, так только византийские войска, вынужденные подавлять восстания сербов. Между тем, в результате деятельности Немани, Рашка стала мощной силой на Балканах, с которой были вынуждены считаться все её соседи. Развивались культура и строительство, активизировалась торговля.

## Семья
От княгини Анны Неманя имел троих сыновей и трёх дочерей:
- Вукан
- Стефан
- Растко
- Ефимия
- Вука
- Елена

## Память
Памятник Стефану Немане открыт в среду в Белграде 27 января 2021 года. Фигура изваяна российским скульптором Александром Рукавишниковым, победившим на международном конкурсе. Памятник высотой 23 м стал самым большим монументом Белграда, он расположен на реконструированной Савской площади перед старым зданием железнодорожного вокзала, в котором разместится Исторический музей Сербии. Детали памятника были доставлены из Москвы в Белград летом 2020 года, после чего шесть месяцев продолжался монтаж монумента. Памятник стоит на постаменте в виде византийского шлема, что символизирует связь сербской культуры с Византией. В правой руке Стефан Неманя держит меч, а в левой — Хиландарскую грамоту, которую сербские историки называют «декларацией независимости Сербии средних веков».